# 大埔魚類批發市場

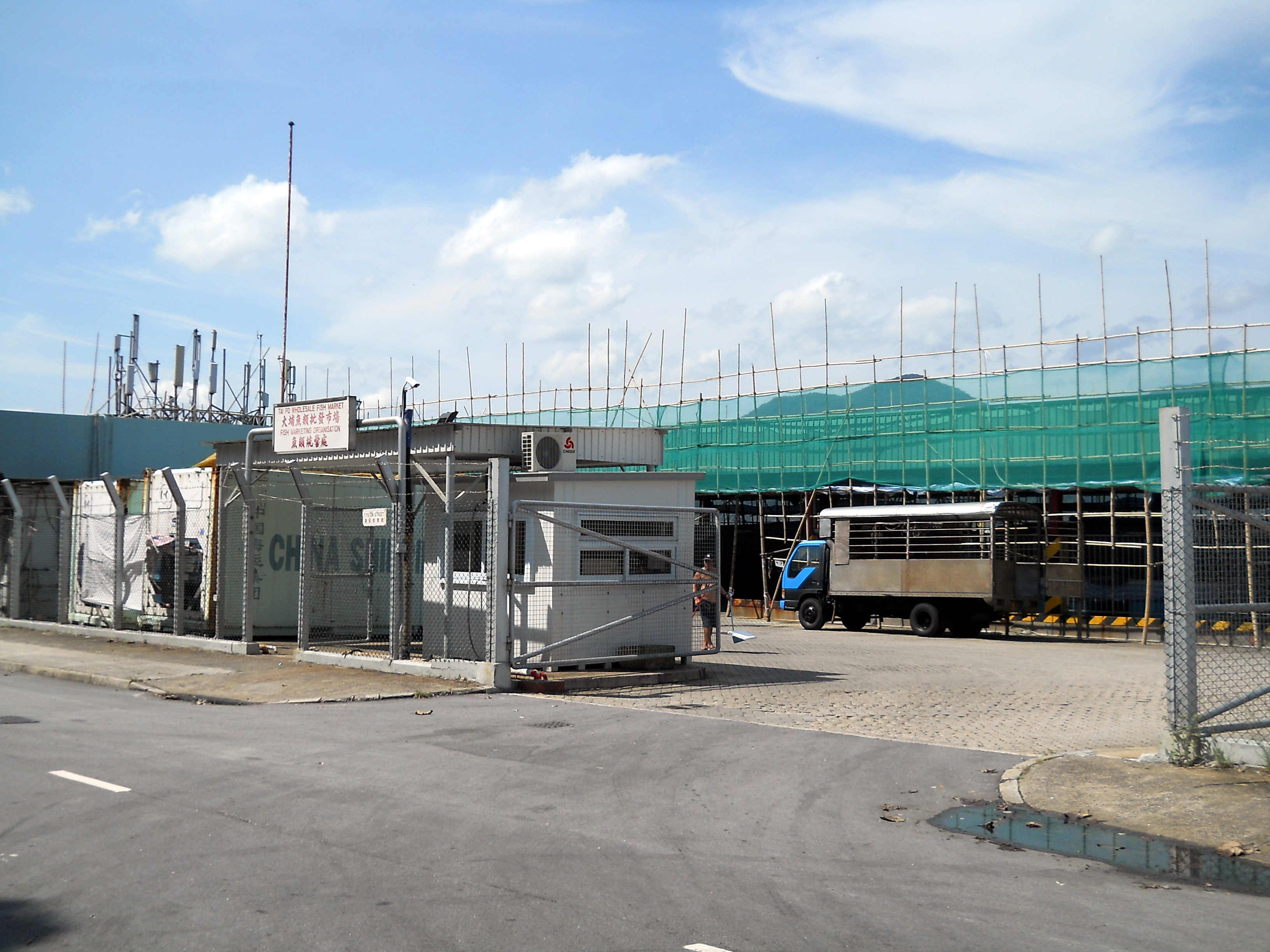
大埔魚類批發市場

大埔魚類批發市場（英語：Tai Po Wholesale Fish Market，簡稱大埔魚市場）是香港魚類統營處轄下的魚類批發市場，位於新界大埔區三門仔南岸，比華利山別墅之南，鄰近船灣避風塘，地址為三門仔漁安街1號。
大埔魚類批發市場佔地約4,400平方米，單層結構，主要用作批銷冰鮮海魚及海鮮。